# Худяков, Денис Николаевич
Денис Николаевич Худяков (род. 8 марта 1984, Челябинск) — российский хоккеист, вратарь, тренер.

## Биография
Воспитанник ЧИМЭСХ, тренер С. Я. Манько и СДЮСШОР «Трактор», тренер А. С. Глазков. В первенстве России дебютировал в сезоне 2001/02, играя за «Трактор» в высшей лиге и за «Трактор-2» в первой лиге. Следующий сезон провёл в команде OHL «Уинсор Спитфайрз». Вернувшись в Россию, играл за «Северсталь-2» (2003/04), «Мечел» и
«Мечел-2» (2004/05). В начале сезона-2005/06 сыграл один матч в чемпионате Белоруссии за «Юность-Минск», в котором пропустил пять шайб. Затем играл за «Северсталь-2» и «Спартак» СПб. Сезон 2006/07 провёл в «Мечеле». В следующем сезоне сыграл шесть матчей за ХК МВД в Суперлиге, после чего выступал в низших лигах за «Автомобилист» Екатеринбург (2008/09), «Мечел» (2008/09), «Прогресс» Глазов (2009/10), играл в ВХЛ за «Ермак» Ангарск (2010/11 — 2010/11), «Титан» Клин (2011/12), «Челмет» (2012/13 — 2014/15). Перед сезоном 2015/16 перешёл в воронежский «Буран», но на предсезонных сборах получил травму. С 25 ноября вошёл в тренерский штаб команды, работал до конца сезона.
Серебряный призёр чемпионата мира среди юниорских команд 2002. Участник чемпионата мира среди молодёжных команд 2004.
В сезонах 2016/2017 — 2021/22 — начальник команды ВХЛ «Сокол» Красноярск. С сезона 2022/23 — тренер в команде МХЛ «Ирбис» Казань.